# TSV 1889 Buch
Der TSV 1889 Buch e. V. ist ein Sportverein aus Buch (Schwaben) und mehrfacher Deutscher Meister im Tauziehen.

## Geschichte
Die Sparte Tauziehen hat die größten sportlichen Erfolge im Verein zu verzeichnen. Mehrere deutsche Meisterschaften in den 1970er Jahren im Schwergewicht und Mittelgewicht sind bis dato die größten Erfolge.
Der Verein besteht aus neun unterschiedlichen Abteilungen. Der Fußball etabliert sich 1947 im Turnverein. 1948 löste sich dann der Fußballsport vom Turnverein los und es wurde der FV Buch gegründet. 1965 fusionierte der FV Buch wieder mit dem TV Buch zum jetzigen Verein TSV 1889 Buch e. V.

### Erfolge Tauziehen
Deutsche Meisterschaft im Schwergewicht (bis 720 kg)
- Deutscher Meister 1976 in Geislingen
- Deutscher Meister 1977 in Unterkirchberg a.d. Iller
- Deutscher Meister 1979 in Böhen/Allgäu

Deutsche Meisterschaft im Mittelgewicht (bis 640 kg)
- Deutscher Meister 1974 in Kollmarsreute
- Deutscher Meister 1975 in Buch
- Deutscher Meister 1976 in Geislingen
- Deutscher Meister 1977 in Unterkirchberg a.d. Iller

### Erfolge Fußball
Meisterschaft
- Meister der Bezirksliga (Donau/Iller): 2014, 2017

Pokal
- Bezirkspokalsieger (Donau/Iller): 1982, 2020
- WFV-Pokal Halbfinale 2024

## Spielstätte
Der TSV Buch trägt seine Heimspiele im Felsenstadion aus. Im Jahre 1948 wurde die gemeindliche Kies- und Schuttgrube für den Fußballsport zur Verfügung gestellt. Bis im Jahre 1952 wurde ein Spielfeld in mühevoller Handarbeit mit den Mindestmaßen erstellt. Im selben Jahr wurde der Sportplatz erweitert. Das neue Sportgelände, dass nun ein Hauptspielfeld und zwei beleuchtete Trainingsplätze umfasst, wurde im Jahre 1964 eingeweiht. Die in die Felsen gemauerte Tribüne bietet für 1000 Zuschauer (insgesamt 1600) Platz und ermöglicht eine erhöhte Sichtweise auf das Spielfeld.